# میناتوزاکی سانا
میناتوزاکی سانا (به کره‌ای: 미나토자키 사나) (به انگلیسی: Minatozaki Sana) (متولد ۲۹ دسامبر ۱۹۹۶)، که بیشتر با نام هنری سانا (به کره‌ای: 사나) شناخته می‌شود، یک خواننده اهل ژاپن است که هم‌اکنون در کره جنوبی اقامت دارد. او در سال ۲۰۱۵ به عنوان یکی از اعضای گروه دخترانه توایس زیر نظر جی وای پی اینترتینمنت شروع به کار کرد.

## اوایل زندگی

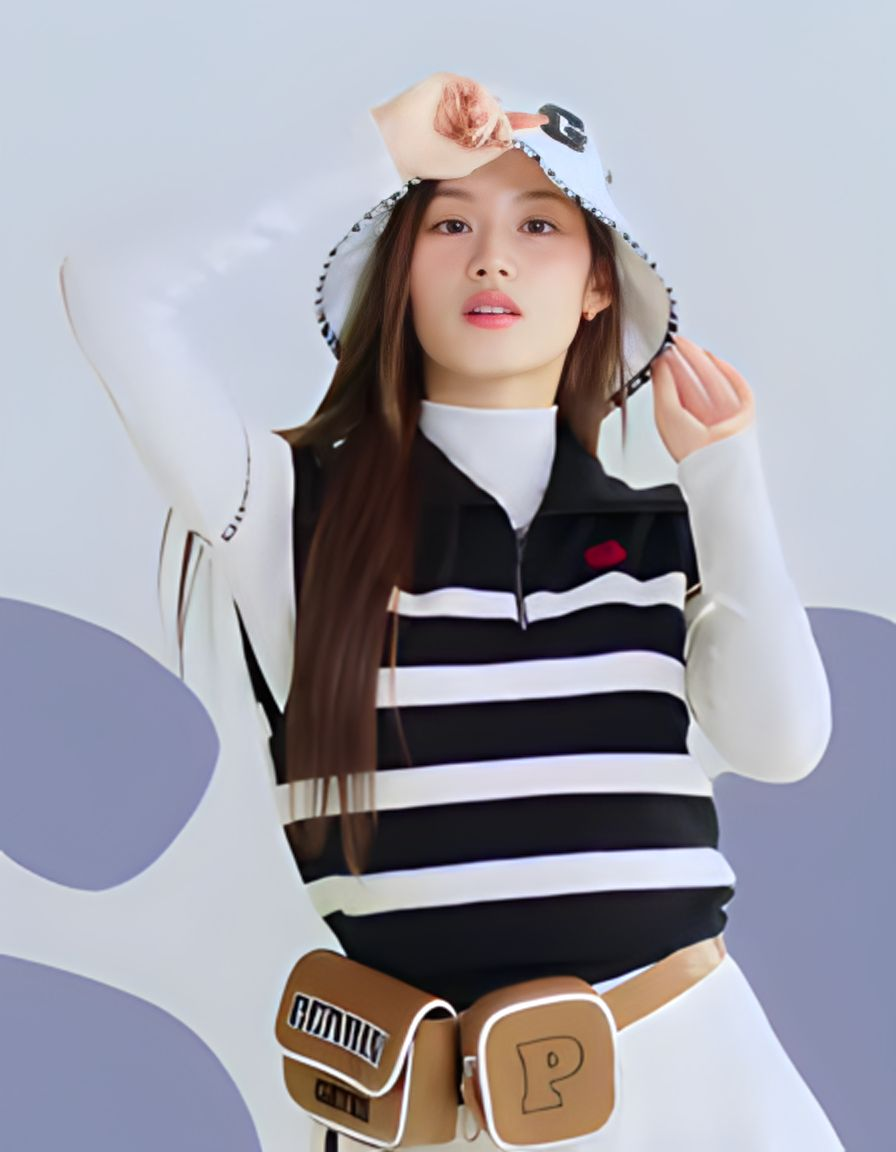
سانا در طول دوران راهنمایی توسط کارمندان کمپانی جی وای پی در یک مرکز خرید کشف شد و از او دعوت شد که در آزمون ورودی سالانه این کمپانی در ژاپن که روز بعد برگزار می‌شد شرکت کند. او در آوریل ۲۰۱۲ به عنوان کارآموز کمپانی جی وای پی انتخاب شد.

سانا در ۲۹ دسامبر ۱۹۹۶ در تنشیجی-کو، اوساکا، ژاپن متولد شد. او در طول دوران راهنمایی توسط کارمندان کمپانی جی وای پی در یک مرکز خرید کشف شد و از او دعوت شد که در آزمون ورودی سالانه این کمپانی در ژاپن که روز بعد برگزار می‌شد شرکت کند. او در آوریل ۲۰۱۲ به عنوان کارآموز کمپانی جی وای پی انتخاب شد.

## حرفه
در سال ۲۰۱۵، سانا در برنامه تلویزیونی سیکستین شرکت کرد. از میان شانزده شرکت کننده در مسابقه، سانا در رده دوم قرار گرفت و به عنوان یکی از ۹ عضو گروه دخترانه توایس انتخاب شد. او کار خود را به عنوان عضوی از توایس در اکتبر سال ۲۰۱۵ با آلبوم چند آهنگه «داستان آغاز می‌شود» و موزیک ویدئوی «مثل اووه-آهه» آغاز کرد.

در آستانه انتقال قدرت در ژاپن از دوره هیسه ای به دوره ریوا در اول ماه مه سال ۲۰۱۹، سانا پیامی را برای خداحافظی با دوره ای که در آن متولد شده بود و استقبال از دوره جدید، با این متن در اینستاگرام رسمی توایس منتشر کرد: 
 به عنوان کسی که در دوره هیسه ای به دنیا آمده، هر چند که پایان یافتن آن غمگین است، می‌خواهم بگویم 'ممنونم هیسه ای'!!! 
 از آنجا که دوره هیسه ای همان دوره استعمار ژاپن بر کره است، اظهارات سانا انتقادهای آنلاین مردم کره را در پی داشت. از سوی دیگر، برخی از طرفداران از او به عنوان کسی که در مورد وقایع حال حاضر اظهار نظر کرده، نه وقایع گذشته، دفاع کردند.

### زیرگروهمیسامو
در تاریخ ۹ فوریه ۲۰۲۳ کمپانی جی وای پی خبر داد که سانا به همراه هم گروهی های خود مومو و مینا قرار است به صورت رسمی کار خود را در ژاپن به عنوان زیرگروه با نام میسامو"MISAMO" در تاریخ ۲۶ جولای با انتشار یک آلبوم چندآهنگه شروع کنند.

## وجهه عمومی
در نظرسنجی سالانه موسیقی گالوپ کره در سال ۲۰۱۸، سانا به عنوان هفدهمین آیدل محبوب کره جنوبی انتخاب شد و توانست بالاترین رتبه آیدل‌های ژاپنی را به دست آورد و درسال ۲۰۱۹ توانست رتبه ۱۵ را کسب کنداو درسال ۲۰۱۹ توانست به عنوان محبوب ترین آیدل بین سربازان کره‌ای انتخاب شود.

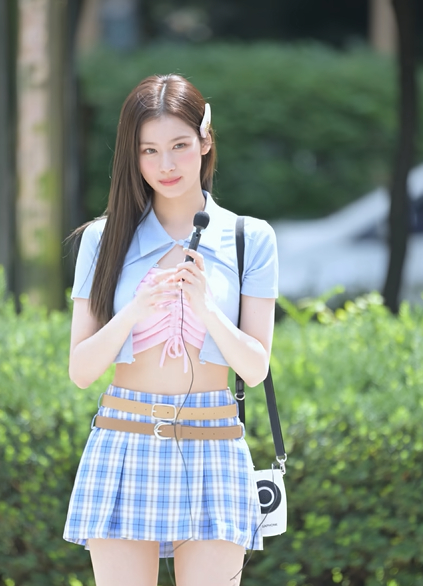
سانا در مراسم دیدار با طرفداران سال ۲۰۲۲

در سال های ۲۰۱۷-۲۰۱۸-۲۰۱۹-۲۰۲۰ سانا توانست از کمپانی معروف TC CANDLER که از سال ۱۹۹۰ وظیفه معرفی کردن زنان و مردان زیبای دنیا را برعهده دارد به ترتیب رتبه ۲۱-۴۶-۴۸-۲۹ را از آن خود کند.

## ترانه‌شناسی

### ترانه‌سرایی
| سال  | آهنگ                | آلبوم                           | با همکاری        |
| ---- | ------------------- | ------------------------------- | ---------------- |
| ۲۰۱۸ | Shot Thru the Heart | Summer Nights(شب‌های تابستان)    | مومو، مینا       |
| ۲۰۱۹ | Turn It Up          | Fancy You                       |                  |
| ۲۰۱۹ | 21:29               | Feel Special                    |                  |
| ۲۰۲۰ | Do What We Like     | Eyes Wide Open(چسمان کاملاً باز) | -                |
| ۲۰۲۱ | Conversation        | Taste of Love(طعم عشق)          |                  |
| ۲۰۲۲ | Celebrate           | Celebrate                       | بقیه اعضای توایس |
| ۲۰۲۳ | Rewind You          | Masterpiece                     |                  |

## فیلم‌شناسی

### برنامه‌های تلویزیونی
| سال  | عنوان                       | شبکه   | نقش        | مرجع.  |
| ---- | --------------------------- | ------ | ---------- | ------ |
| ۲۰۱۵ | سیکستین                     | منت    | شرکت کننده | [ ۴ ]  |
| ۲۰۱۶ | مسابقات ورزشکاری آیدل استار | ام‌بی‌سی | مجری       | [ ۱۸ ] |
| ۲۰۱۷ | جشنواره آهنگ KBS            | ام‌بی‌سی | مجری       | [ ۱۹ ] |
| ۲۰۱۹ | مسابقات ورزشکاری آیدل استار | ام‌بی‌سی | مجری       |        |